# Handball-Europameisterschaft der Männer 2022/Kader
An der Handball-Europameisterschaft der Männer 2022, der 15. Austragung einer Handball-Europameisterschaft der Männer, die vom 13. bis 30. Januar 2022 in Ungarn und der Slowakei ausgetragen wurde, nahmen 24 Mannschaften teil. In diesem Artikel werden die Kader der teilnehmenden Nationen dargestellt.

## Abschlussplatzierung
In der nachstehenden Tabelle der Abschlussplatzierungen sind die Kaderlisten der Teams verlinkt.
| Rang | Team                  | Sp. | S | U | N | Tore    | Diff. | P  |
| ---- | --------------------- | --- | - | - | - | ------- | ----- | -- |
| 01.  | Schweden              | 9   | 7 | 1 | 1 | 252:221 | +31   | 15 |
| 02.  | Spanien               | 9   | 7 | 0 | 2 | 249:232 | +17   | 14 |
| 03.  | Dänemark              | 9   | 7 | 0 | 2 | 274:228 | +46   | 14 |
| 04.  | Frankreich            | 9   | 6 | 0 | 3 | 278:248 | +30   | 12 |
|      |                       |     |   |   |   |         |       |    |
| 05.  | Norwegen              | 8   | 6 | 0 | 2 | 246:211 | +35   | 12 |
| 06.  | Island                | 8   | 5 | 0 | 3 | 230:212 | +18   | 10 |
|      |                       |     |   |   |   |         |       |    |
| 07.  | Deutschland           | 7   | 4 | 0 | 3 | 194:192 | +02   | 8  |
| 08.  | Kroatien              | 7   | 3 | 1 | 3 | 185:181 | +04   | 7  |
|      |                       |     |   |   |   |         |       |    |
| 09.  | Russland              | 7   | 3 | 1 | 3 | 192:188 | +04   | 7  |
| 10.  | Niederlande           | 7   | 3 | 1 | 3 | 200:215 | −15   | 7  |
|      |                       |     |   |   |   |         |       |    |
| 11.  | Montenegro            | 7   | 3 | 0 | 4 | 195:216 | −21   | 6  |
| 12.  | Polen                 | 7   | 2 | 1 | 4 | 193:208 | −15   | 5  |
|      |                       |     |   |   |   |         |       |    |
| 13.  | Tschechische Republik | 3   | 1 | 1 | 1 | 080:074 | +06   | 3  |
| 14.  | Serbien               | 3   | 1 | 0 | 2 | 076:075 | +01   | 2  |
| 15.  | Ungarn                | 3   | 1 | 0 | 2 | 089:092 | −03   | 2  |
| 16.  | Slowenien             | 3   | 1 | 0 | 2 | 082:092 | −10   | 2  |
| 17.  | Belarus               | 3   | 1 | 0 | 2 | 078:088 | −10   | 2  |
| 18.  | Slowakei              | 3   | 1 | 0 | 2 | 081:095 | −14   | 2  |
|      |                       |     |   |   |   |         |       |    |
| 19.  | Portugal              | 3   | 0 | 0 | 3 | 085:091 | −06   | 0  |
| 20.  | Österreich            | 3   | 0 | 0 | 3 | 086:099 | −13   | 0  |
| 21.  | Litauen               | 3   | 0 | 0 | 3 | 082:095 | −13   | 0  |
| 22.  | Nordmazedonien        | 3   | 0 | 0 | 3 | 070:086 | −16   | 0  |
| 23.  | Bosnien-Herzegowina   | 3   | 0 | 0 | 3 | 061:085 | −24   | 0  |
| 24.  | Ukraine               | 3   | 0 | 0 | 3 | 071:105 | −34   | 0  |

## Kader

### Belarus
Die Nationalmannschaft von  Belarus, trainiert von Juri Schewzow, hatte folgende Spieler in ihrem Aufgebot:
| Spieler                 | Spiele | Tore | Anmerkungen |
| ----------------------- | ------ | ---- | --- |
| Iwan Mazkewitsch        | 1      | 0    | |
| Uladsislau Kulesch      | 1      | 7    | |
| Arzjom Kulak            | 3      | 5    | |
| Aleh Astraschapkin      | 3      | 7    | Einer der Torwürfe von Aleh Astraschapkin wurde mit einer Geschwindigkeit von 139 km/h gemessen und zählt damit zu den schärfsten Würfen bei der Europameisterschaft. |
| Jauhen Nikanowitsch     | 3      | 0    | |
| Wjatschaslau Saldazenka | 3      | 0    | |
| Uladsislau Krywenka     | 3      | 6    | |
| Ilja Ussik              | 2      | 0    | |
| Andrej Jurynok          | 2      | 5    | |
| Wiktar Sajzau           | 3      | 0    | |
| Juryj Lukjantschuk      | 1      | 0    | |
| Ihar Bjaljauski         | 2      | 4    | |
| Arsjom Karaljok         | 3      | 13   | |
| Mikita Wajlupau         | 3      | 20   | Mikita Wajlupau war „Player of the Match“ im Spiel gegen Österreich.                                                                                                  |
| Kiryl Samojla           | 3      | 2    | |
| Mazwej Udowenja         | 3      | 0    | |
| Wjatschaslau Bochan     | 3      | 2    | |
| Julijan Hiryk           | 1      | 2    | |
| Wadsim Hajdutschenka    | 2      | 5    | |
| Mikalaj Aljochin        | 2      | 0    | |

### Bosnien und Herzegowina
Die Nationalmannschaft von  Bosnien und Herzegowina, trainiert von Ivica Obrvan, hatte folgende Spieler in ihrem Aufgebot:
| Spieler          | Spiele | Tore | Anmerkungen                                                      |
| ---------------- | ------ | ---- | ---------------------------------------------------------------- |
| Nebojša Bojić    | 3      | 0    |                                                                  |
| Milan Vukšić     | 3      | 2    |                                                                  |
| Josip Perić      | 3      | 8    |                                                                  |
| Mirko Herceg     | 2      | 7    |                                                                  |
| Senjamin Burić   | 3      | 8    |                                                                  |
| Edin Klis        | 3      | 2    |                                                                  |
| Benjamin Burić   | 3      | 0    | Benjamin Burić war „Player of the Match“ im Spiel gegen Spanien. |
| Ibrahi Haseljić  | 1      | 0    |                                                                  |
| Mirsad Terzić    | 3      | 0    |                                                                  |
| Adin Faljić      | 3      | 1    |                                                                  |
| Ivan Karačić     | 3      | 8    |                                                                  |
| Nikola Prce      | 2      | 5    |                                                                  |
| Vladimir Vranješ | 2      | 3    |                                                                  |
| Dejan Malinović  | 0      | 0    |                                                                  |
| Dino Hamidović   | 2      | 6    |                                                                  |
| Marko Lukić      | 3      | 4    |                                                                  |
| Dragan Šoljić    | 2      | 0    |                                                                  |
| Enes Keškić      | 3      | 2    |                                                                  |
| Vlado Draganić   | 3      | 4    |                                                                  |
| Luka Perić       | 1      | 1    |                                                                  |

### Dänemark
Die Nationalmannschaft von  Dänemark, trainiert von Nikolaj Bredahl Jacobsen, hatte folgende Spieler in ihrem Aufgebot:
| Spieler                   | Spiele | Tore | Anmerkungen |
| ------------------------- | ------ | ---- | --- |
| Niklas Landin             | 8      | 0    | Niklas Landin war „Player of the Match“ im Spiel gegen Montenegro. |
| Niclas Kirkeløkke         | 7      | 25   | Niclas Kirkeløkke war „Player of the Match“ im Spiel gegen Nordmazedonien. |
| Magnus Landin             | 9      | 14   | |
| Emil Jakobsen             | 9      | 20   | |
| René Antonsen             | 2      | 2    | |
| Rasmus Lauge              | 9      | 21   | |
| Magnus Saugstrup          | 7      | 19   | |
| Jannick Green             | 1      | 0    | |
| Lasse Svan                | 9      | 16   | |
| Hans Lindberg             | 3      | 4    | |
| Kevin Møller              | 9      | 0    | |
| Henrik Møllgaard Jensen   | 8      | 0    | |
| Mads Mensah               | 9      | 6    | |
| Henrik Toft Hansen        | 5      | 1    | |
| Mikkel Hansen             | 7      | 48   | Mikkel Hansen wurde in das All-Star-Team der Europameisterschaft gewählt. Er war „Player of the Match“ im Spiel gegen Kroatien. Mit 47 Treffern war er der zweitbeste Torschütze der Europameisterschaft. |
| Jóhan Hansen              | 5      | 9    | |
| Lasse Bredekjær Andersson | 8      | 2    | |
| Aaron Mensing             | 4      | 6    | |
| Jacob Holm                | 9      | 27   | Jacob Holm war „Player of the Match“ im Spiel gegen Frankreich. |
| Mathias Gidsel            | 7      | 38   | Mathias Gidsel wurde in das All-Star-Team der Europameisterschaft gewählt. Er war „Player of the Match“ in den Spielen gegen Slowenien, gegen Island und gegen die Niederlande.                           |
| Simon Hald Jensen         | 9      | 13   | |

### Deutschland
Die Nationalmannschaft von  Deutschland, trainiert von Alfreð Gíslason, hatte folgende Spieler in ihrem Aufgebot:
| Spieler             | Spiele | Tore | Anmerkungen |
| ------------------- | ------ | ---- | --- |
| Johannes Bitter     | 5      | 0    | Johannes Bitter wurde vor dem letzten Vorrundenspiel nachnominiert, da Andreas Wolff und Till Klimpke ausgefallen waren. |
| Johannes Golla      | 7      | 29   | Johannes Golla wurde in das All-Star-Team der Europameisterschaft gewählt. Mit 29 Treffern war er der erfolgreichste deutsche Torschütze, er belegte damit Platz 24 der Torschützenliste. Mit 344 Minuten Einsatzzeit stand Golla von allen deutschen Spielern am längsten auf dem Parkett bei der Europameisterschaft. |
| Patrick Wiencek     | 6      | 8    | Patrick Wiencek war einer von 15 deutschen Spielern, die während des Turniers von einer SARS-CoV-2-Infektion betroffen waren und deshalb ganz oder zeitweise nicht eingesetzt werden konnten. |
| Tobias Reichmann    | 4      | 11   | |
| Fabian Wiede        | 5      | 8    | Fabian Wiede wurde während des Turniers nachnominiert. |
| Sebastian Heymann   | 3      | 5    | Sebastian Heymann war einer von 15 deutschen Spielern, die während des Turniers von einer SARS-CoV-2-Infektion betroffen waren und deshalb ganz oder zeitweise nicht eingesetzt werden konnten. |
| Lukas Zerbe         | 6      | 9    | |
| Julian Köster       | 7      | 19   | Julian Köster war „Player of the Match“ im Spiel gegen Polen. |
| Djibril M’Bengue    | 3      | 0    | Djibril M’Bengue war einer von 15 deutschen Spielern, die während des Turniers von einer SARS-CoV-2-Infektion betroffen waren und deshalb ganz oder zeitweise nicht eingesetzt werden konnten. |
| Philipp Weber       | 7      | 14   | |
| Kai Häfner          | 2      | 11   | Kai Häfner war „Player of the Match“ im Spiel gegen Belarus. Er war einer von 15 deutschen Spielern, die während des Turniers von einer SARS-CoV-2-Infektion betroffen waren und deshalb ganz oder zeitweise nicht eingesetzt werden konnten.                                                                           |
| Hendrik Wagner      | 1      | 1    | Hendrik Wagner wurde während des Turniers nachnominiert. |
| Sebastian Firnhaber | 1      | 0    | Sebastian Firnhaber wurde während des Turniers nachnominiert. Er war einer von 15 deutschen Spielern, die während des Turniers von einer SARS-CoV-2-Infektion betroffen waren und deshalb ganz oder zeitweise nicht eingesetzt werden konnten.                                                                          |
| Marcel Schiller     | 2      | 8    | Marcel Schiller war einer von 15 deutschen Spielern, die während des Turniers von einer SARS-CoV-2-Infektion betroffen waren und deshalb ganz oder zeitweise nicht eingesetzt werden konnten. |
| Andreas Wolff       | 2      | 0    | Andreas Wolff war einer von 15 deutschen Spielern, die während des Turniers von einer SARS-CoV-2-Infektion betroffen waren und deshalb ganz oder zeitweise nicht eingesetzt werden konnten. |
| Rune Dahmke         | 5      | 4    | Rune Dahmke wurde während des Turniers nachnominiert. |
| Julius Kühn         | 1      | 6    | Julius Kühn war einer von 15 deutschen Spielern, die während des Turniers von einer SARS-CoV-2-Infektion betroffen waren und deshalb ganz oder zeitweise nicht eingesetzt werden konnten. |
| Lukas Mertens       | 2      | 5    | Lukas Mertens war einer von 15 deutschen Spielern, die während des Turniers von einer SARS-CoV-2-Infektion betroffen waren und deshalb ganz oder zeitweise nicht eingesetzt werden konnten. |
| Lukas Stutzke       | 4      | 6    | Lukas Stutzke war einer von 15 deutschen Spielern, die während des Turniers von einer SARS-CoV-2-Infektion betroffen waren und deshalb ganz oder zeitweise nicht eingesetzt werden konnten. |
| Simon Ernst         | 6      | 1    | Simon Ernst war einer von 15 deutschen Spielern, die während des Turniers von einer SARS-CoV-2-Infektion betroffen waren und deshalb ganz oder zeitweise nicht eingesetzt werden konnten. |
| Joel Birlehm        | 0      | 0    | |
| Christoph Steinert  | 5      | 18   | Christoph Steinert war einer von 15 deutschen Spielern, die während des Turniers von einer SARS-CoV-2-Infektion betroffen waren und deshalb ganz oder zeitweise nicht eingesetzt werden konnten. |
| Daniel Rebmann      | 4      | 0    | Daniel Rebmann wurde vor dem letzten Vorrundenspiel nachnominiert, da Andreas Wolff und Till Klimpke ausgefallen waren. |
| Timo Kastening      | 2      | 10   | Timo Kastening war „Player of the Match“ im Spiel gegen Österreich. Er war einer von 15 deutschen Spielern, die während des Turniers von einer SARS-CoV-2-Infektion betroffen waren und deshalb ganz oder zeitweise nicht eingesetzt werden konnten.                                                                    |
| David Schmidt       | 4      | 4    | |
| Patrick Zieker      | 4      | 11   | Patrick Zieker wurde vor dem letzten Vorrundenspiel nachnominiert, da Marcel Schiller ausgefallen war. |
| Paul Drux           | 5      | 4    | Paul Drux wurde während des Turniers nachnominiert. |
| Till Klimpke        | 2      | 0    | Till Klimpke war einer von 15 deutschen Spielern, die während des Turniers von einer SARS-CoV-2-Infektion betroffen waren und deshalb ganz oder zeitweise nicht eingesetzt werden konnten. |
| Luca Witzke         | 2      | 3    | Luca Witzke war einer von 15 deutschen Spielern, die während des Turniers von einer SARS-CoV-2-Infektion betroffen waren und deshalb ganz oder zeitweise nicht eingesetzt werden konnten. |

### Frankreich
Die Nationalmannschaft von  Frankreich, trainiert von Guillaume Gille, hatte folgende Spieler in ihrem Aufgebot:
| Spieler           | Spiele | Tore | Anmerkungen |
| ----------------- | ------ | ---- | --- |
| Yanis Lenne       | 9      | 19   | |
| Aymeric Minne     | 9      | 35   | |
| Julien Bos        | 0      | 0    | |
| Romain Lagarde    | 7      | 9    | Romain Lagarde war „Player of the Match“ im Spiel gegen die Ukraine.                                                                               |
| Melvyn Richardson | 9      | 16   | |
| Dika Mem          | 9      | 37   | Dika Mem war „Player of the Match“ im Spiel gegen Kroatien.                                                                                        |
| Nicolas Tournat   | 8      | 22   | |
| Vincent Gérard    | 9      | 0    | Vincent Gérard war „Player of the Match“ in den Spielen gegen Serbien und gegen die Niederlande.                                                   |
| Nikola Karabatić  | 8      | 15   | Nikola Karabatić war „Player of the Match“ im Spiel gegen Montenegro.                                                                              |
| Kentin Mahé       | 5      | 20   | Kentin Mahé war „Player of the Match“ im Spiel gegen Dänemark.                                                                                     |
| Mathieu Grébille  | 2      | 2    | |
| Ludovic Fabregas  | 8      | 16   | |
| Wesley Pardin     | 8      | 0    | |
| Hugo Descat       | 9      | 44   | Hugo Descat war mit 44 Treffern der beste Torschütze seiner Mannschaft. Er belegte damit bei der Europameisterschaft Platz 6 der Torschützenliste. |
| Valentin Porte    | 9      | 10   | |
| Benoît Kounkoud   | 9      | 14   | |
| Dylan Nahi        | 8      | 14   | Für Dylan Nahi wurde mit 8,89 m/s der schnellste Sprint bei der Europameisterschaft gemessen.                                                      |
| Théo Monar        | 4      | 2    | |
| Karl Konan        | 7      | 0    | |
| Thibaud Briet     | 6      | 3    | |
| Rémi Desbonnet    | 1      | 0    | |

### Island
Die Nationalmannschaft von  Island, trainiert von Guðmundur Guðmundsson, hatte folgende Spieler in ihrem Aufgebot:
| Spieler                    | Spiele | Tore | Anmerkungen |
| -------------------------- | ------ | ---- | --- |
| Björgvin Páll Gústavsson   | 4      | 0    | |
| Janus Daði Smárason        | 5      | 12   | |
| Aron Pálmarsson            | 4      | 14   | |
| Viggó Kristjánsson         | 8      | 13   | |
| Bjarki Már Elísson         | 5      | 27   | |
| Elvar Örn Jónsson          | 5      | 12   | |
| Gísli Þorgeir Kristjánsson | 3      | 12   | |
| Ýmir Örn Gíslason          | 8      | 8    | |
| Ólafur Guðmundsson         | 4      | 3    | |
| Ómar Ingi Magnússon        | 8      | 59   | Mit 59 Treffern war Ómar Ingi Magnússon der beste Torschütze der Europameisterschaft. Er war „Player of the Match“ im Spiel gegen Ungarn.                        |
| Viktor Gísli Hallgrímsson  | 8      | 0    | Viktor Hallgrímsson wurde in das All-Star-Team der Europameisterschaft gewählt. Er war „Player of the Match“ in den Spielen gegen Frankreich und gegen Norwegen. |
| Elliði Snær Viðarsson      | 6      | 9    | |
| Daníel Þór Ingason         | 2      | 2    | |
| Ágúst Elí Björgvinsson     | 4      | 0    | |
| Sigvaldi Guðjónsson        | 8      | 29   | Sigvaldi Guðjónsson war „Player of the Match“ in den Spielen gegen Portugal und gegen die Niederlande.                                                           |
| Kristján Örn Kristjánsson  | 7      | 1    | |
| Teitur Örn Einarsson       | 6      | 4    | |
| Haukur Þrastarson          | 0      | 0    | |
| Vignir Stefánsson          | 1      | 0    | |
| Orri Freyr Þorkelsson      | 8      | 8    | |
| Elvar Ásgeirsson           | 5      | 12   | |
| Magnús Óli Magnússon       | 4      | 0    | |
| Darri Aronsson             | 2      | 1    | |
| Þráinn Orri Jónsson        | 3      | 2    | |
| Dagur Gautason             | 0      | 0    | |

### Kroatien
Die Nationalmannschaft von  Kroatien, trainiert von Hrvoje Horvat, hatte folgende Spieler in ihrem Aufgebot:
| Spieler            | Spiele | Tore | Anmerkungen                                                           |
| ------------------ | ------ | ---- | --------------------------------------------------------------------- |
| Kristian Pilipović | 3      | 0    |                                                                       |
| Lovro Mihić        | 1      | 0    |                                                                       |
| Marino Marić       | 6      | 13   |                                                                       |
| Ante Gadža         | 7      | 8    |                                                                       |
| Jakov Gojun        | 5      | 0    |                                                                       |
| Ivan Pešić         | 6      | 0    |                                                                       |
| Matej Mandić       | 1      | 0    |                                                                       |
| Mateo Maraš        | 3      | 2    |                                                                       |
| Veron Načinović    | 4      | 3    |                                                                       |
| Šime Ivić          | 5      | 1    |                                                                       |
| Mirko Alilović     | 2      | 0    |                                                                       |
| Ivan Čupić         | 7      | 29   |                                                                       |
| Željko Musa        | 1      | 0    |                                                                       |
| Marko Mamić        | 0      | 0    |                                                                       |
| Ivan Slišković     | 2      | 0    |                                                                       |
| Luka Cindrić       | 6      | 13   | Luka Cindrić war „Player of the Match“ im Spiel gegen Serbien.        |
| Mate Šunjić        | 3      | 1    |                                                                       |
| David Mandić       | 3      | 3    |                                                                       |
| Nikola Grahovac    | 3      | 2    |                                                                       |
| Tin Lučin          | 7      | 28   | Tin Lučin war „Player of the Match“ im Spiel gegen Island.            |
| Halil Jaganjac     | 2      | 2    |                                                                       |
| Valentino Ravnić   | 1      | 0    |                                                                       |
| Ivan Martinović    | 7      | 37   | Ivan Martinović war „Player of the Match“ im Spiel gegen die Ukraine. |
| Leon Šušnja        | 1      | 2    |                                                                       |
| Marin Šipić        | 7      | 21   |                                                                       |
| Davor Ćavar        | 2      | 0    |                                                                       |
| Filip Glavaš       | 7      | 5    |                                                                       |
| Zvonimir Srna      | 3      | 4    |                                                                       |
| Marin Jelinić      | 6      | 11   |                                                                       |

### Litauen
Die Nationalmannschaft von  Litauen, trainiert von Mindaugas Andriuška, hatte folgende Spieler in ihrem Aufgebot:
| Spieler                     | Spiele | Tore | Anmerkungen |
| --------------------------- | ------ | ---- | ----------- |
| Mindaugas Urbonas           | 2      | 4    |             |
| Žanas Gabrielius Virbauskas | 3      | 1    |             |
| Aidenas Malašinskas         | 3      | 21   |             |
| Povilas Babarskas           | 1      | 1    |             |
| Benas Petreikis             | 3      | 8    |             |
| Vilius Rašimas              | 2      | 0    |             |
| Gytis Šmantauskas           | 3      | 1    |             |
| Gerdas Babarskas            | 3      | 13   |             |
| Lukas Simėnas               | 3      | 2    |             |
| Lukas Gurskis               | 2      | 1    |             |
| Skirmantas Plėta            | 2      | 4    |             |
| Giedrius Morkūnas           | 3      | 1    |             |
| Valdas Drabavičius          | 3      | 7    |             |
| Deividas Jovaiša            | 2      | 2    |             |
| Karolis Antanavičius        | 3      | 5    |             |
| Deividas Virbauskas         | 3      | 1    |             |
| Tadas Stankevičius          | 3      | 0    |             |
| Lukas Juškėnas              | 1      | 1    |             |
| Mindaugas Dumčius           | 3      | 9    |             |

### Montenegro
Die Nationalmannschaft von  Montenegro, trainiert von Zoran Roganović, hatte folgende Spieler in ihrem Aufgebot:
| Spieler              | Spiele | Tore | Anmerkungen |
| -------------------- | ------ | ---- | --- |
| Nikola Matović       | 7      | 0    | |
| Filip Vujović        | 7      | 3    | |
| Stefan Čavor         | 4      | 8    | |
| Vuk Lazović          | 7      | 2    | |
| Radojica Čepić       | 7      | 19   | |
| Branko Vujović       | 7      | 38   | Branko Vujović war „Player of the Match“ im Spiel gegen Slowenien.                                                                                             |
| Mile Mijušković      | 2      | 0    | |
| Mirko Radović        | 2      | 6    | |
| Miloš Vujović        | 7      | 41   | Miloš Vujović wurde in das All-Star-Team der Europameisterschaft gewählt. Mit 41 Treffern belegte er Platz 9 der Torschützenliste bei der Europameisterschaft. |
| Nebojša Simić        | 7      | 0    | Nebojša Simić war „Player of the Match“ in den Spielen gegen Nordmazedonien und gegen Kroatien.                                                                |
| Vasilije Kaluđerović | 5      | 3    | |
| Nebojša Simović      | 6      | 2    | |
| Stevan Vujović       | 3      | 2    | |
| Vasko Ševaljević     | 7      | 12   | |
| Božidar Simić        | 4      | 0    | |
| Miloš Božović        | 3      | 4    | |
| Marko Lasica         | 7      | 12   | |
| Risto Vujačić        | 7      | 1    | |
| Balša Čejović        | 0      | 0    | |
| Božo Anđelić         | 6      | 20   | |
| Nemanja Grbović      | 7      | 22   | |

### Niederlande
Die Nationalmannschaft der  Niederlande, trainiert von Erlingur Richardsson, hatte folgende Spieler in ihrem Aufgebot:
| Spieler            | Spiele | Tore | Anmerkungen |
| ------------------ | ------ | ---- | --- |
| Bart Ravensbergen  | 4      | 1    | |
| Ivar Stavast       | 8      | 8    | |
| Lars Kooij         | 3      | 1    | |
| Rutger ten Velde   | 5      | 12   | |
| Niko Blaauw        | 4      | 1    | |
| Robin Schoenaker   | 4      | 33   | |
| Florent Bourget    | 4      | 5    | |
| Iso Sluijters      | 4      | 0    | |
| Luc Steins         | 7      | 2    | Luc Steins wurde in das All-Star-Team der Europameisterschaft gewählt. Er war „Player of the Match“ im Spiel gegen Portugal.                                                                            |
| Samir Benghanem    | 6      | 18   | |
| Bobby Schagen      | 7      | 18   | |
| Ivo Steins         | 7      | 2    | |
| Jasper Adams       | 5      | 1    | |
| Jeffrey Boomhouwer | 3      | 1    | |
| Dennis Schellekens | 3      | 0    | |
| Alec Smit          | 7      | 5    | |
| Kay Smits          | 5      | 45   | Kay Smits war „Player of the Match“ im Spiel gegen Ungarn. Bis zu seiner einer SARS-CoV-2-Infektion geschuldeten Isolation führte er mit 45 Toren in fünf Spielen die Torschützenliste des Turniers an. |
| Tommie Falke       | 3      | 8    | |
| Tom Jansen         | 7      | 14   | |
| René De Knegt      | 3      | 0    | |
| Thijs van Leeuwen  | 3      | 0    | Thijs van Leeuwen war „Player of the Match“ im Spiel gegen Montenegro. |
| Dani Baijens       | 7      | 35   | |
| Gerrie Eijlers     | 1      | 0    | |

### Nordmazedonien
Die Nationalmannschaft von  Nordmazedonien, trainiert von Kiril Lazarov (Spielertrainer), hatte folgende Spieler in ihrem Aufgebot:
| Spieler             | Spiele | Tore | Anmerkungen                                                              |
| ------------------- | ------ | ---- | ------------------------------------------------------------------------ |
| Nikola Mitrevski    | 2      | 1    |                                                                          |
| Martin Velkovski    | 3      | 11   |                                                                          |
| Stojanče Stoilov    | 1      | 2    |                                                                          |
| Kiril Lazarov       | 0      | 0    | Kiril Lazarov war zur Europameisterschaft als Spielertrainer angetreten. |
| Cvetan Kuzmanoski   | 3      | 15   |                                                                          |
| Igor Gjorgiev       | 3      | 0    |                                                                          |
| Marko Mitev         | 1      | 1    |                                                                          |
| Filip Taleski       | 3      | 7    |                                                                          |
| Martin Tomovski     | 3      | 0    |                                                                          |
| Filip Mirkulovski   | 3      | 2    |                                                                          |
| Kristijan Simonoski | 2      | 0    |                                                                          |
| Gradimir Chanevski  | 1      | 0    |                                                                          |
| Filip Kuzmanovski   | 3      | 9    |                                                                          |
| Nenad Kosteski      | 3      | 2    |                                                                          |
| Goce Georgievski    | 3      | 1    |                                                                          |
| Goran Krstevski     | 3      | 0    |                                                                          |
| Žarko Peševski      | 3      | 10   |                                                                          |
| Bojan Madzovski     | 2      | 0    |                                                                          |
| Martin Serafimov    | 3      | 4    |                                                                          |
| Kostadin Petrov     | 0      | 0    |                                                                          |
| Marko Miševski      | 3      | 5    |                                                                          |

### Norwegen
Die Nationalmannschaft von  Norwegen, trainiert von Christian Berge, hatte folgende Spieler in ihrem Aufgebot:
| Spieler                | Spiele | Tore | Anmerkungen |
| ---------------------- | ------ | ---- | --- |
| Vetle Eck Aga          | 8      | 0    | |
| Sander Sagosen         | 8      | 43   | Er war „Player of the Match“ im Spiel gegen Litauen. Mit seinen 43 Treffern belegte er Platz 6 der Torschützenliste bei der Europameisterschaft.                                |
| Sebastian Barthold     | 8      | 42   | Sebastian Barthold war „Player of the Match“ in den Spielen gegen Polen und gegen Spanien. Mit 42 Treffern belegte er Platz 8 der Torschützenliste bei der Europameisterschaft. |
| Sander Øverjordet      | 7      | 11   | |
| Petter Øverby          | 8      | 5    | |
| Kristian Sæverås       | 8      | 1    | Kristian Sæverås war „Player of the Match“ im Spiel gegen die Slowakei. |
| Erik Thorsteinsen Toft | 8      | 22   | Erik Thorsteinsen Toft war „Player of the Match“ im Spiel gegen Deutschland. |
| Kent Robin Tønnesen    | 8      | 10   | |
| Sander Drange Heieren  | 2      | 0    | |
| Kristian Bjørnsen      | 8      | 19   | |
| Magnus Gullerud        | 7      | 16   | |
| Christian O’Sullivan   | 8      | 13   | |
| Simen Holand Pettersen | 1      | 1    | |
| Harald Reinkind        | 8      | 29   | |
| Endre Langaas          | 1      | 1    | |
| Torbjørn Bergerud      | 6      | 0    | |
| Thomas Solstad         | 7      | 14   | |
| Kevin Gulliksen        | 8      | 13   | |
| Alexander Blonz        | 8      | 6    | |
| Christoffer Rambo      | 1      | 0    | |

### Österreich
Die Nationalmannschaft von  Österreich, trainiert von  Aleš Pajovič, hatte folgende Spieler in ihrem Aufgebot:
| Spieler             | Spiele | Tore | Anmerkungen |
| ------------------- | ------ | ---- | --- |
| Alexander Hermann   | 3      | 5    | |
| Janko Božović       | 3      | 11   | |
| Robert Weber        | 3      | 9    | |
| Fabian Posch        | 3      | 11   | |
| Sebastian Frimmel   | 3      | 22   | |
| Daniel Dicker       | 3      | 0    | |
| Marin Martinović    | 2      | 0    | |
| Lukas Herburger     | 2      | 0    | |
| Gerald Zeiner       | 3      | 5    | |
| Lukas Schweighofer  | 0      | 0    | |
| Boris Zivkovic      | 3      | 3    | |
| Golub Doknić        | 3      | 0    | |
| Ralf Patrick Häusle | 3      | 0    | |
| Julian Ranftl       | 3      | 2    | |
| Eric Damböck        | 3      | 0    | |
| Nikola Bilyk        | 3      | 14   | Einer der Torwürfe von Nikola Bilyk wurde mit einer Geschwindigkeit von 140 km/h gemessen und zählt damit zu den schärfsten Würfen bei der Europameisterschaft. |
| Tobias Wagner       | 3      | 4    | |
| Lukas Hutecek       | 1      | 0    | |
| Constantin Möstl    | 0      | 0    | |

### Polen
Die Nationalmannschaft von  Polen, trainiert von Patryk Rombel, hatte folgende Spieler in ihrem Aufgebot:
| Spieler               | Spiele | Tore | Anmerkungen                                                           |
| --------------------- | ------ | ---- | --------------------------------------------------------------------- |
| Mateusz Kornecki      | 6      | 1    |                                                                       |
| Damian Przytuła       | 3      | 5    |                                                                       |
| Michał Daszek         | 7      | 28   | Michał Daszek war „Player of the Match“ im Spiel gegen Spanien.       |
| Piotr Jędraszczyk     | 7      | 7    |                                                                       |
| Michał Olejniczak     | 7      | 9    | Michał Olejniczak war „Player of the Match“ im Spiel gegen Belarus.   |
| Krzysztof Komarzewski | 3      | 0    |                                                                       |
| Patryk Walczak        | 3      | 3    |                                                                       |
| Bartłomiej Bis        | 3      | 0    |                                                                       |
| Szymon Sićko          | 6      | 31   | Szymon Sićko war „Player of the Match“ im Spiel gegen Russland.       |
| Maciej Zarzycki       | 0      | 0    |                                                                       |
| Ariel Pietrasik       | 5      | 6    |                                                                       |
| Miłosz Wałach         | 1      | 0    |                                                                       |
| Melwin Beckman        | 4      | 1    |                                                                       |
| Jan Czuwara           | 4      | 3    |                                                                       |
| Maciej Pilitowski     | 6      | 1    |                                                                       |
| Kamil Syprzak         | 7      | 13   |                                                                       |
| Arkadiusz Moryto      | 7      | 47   | Arkadiusz Moryto war „Player of the Match“ im Spiel gegen Österreich. |
| Przemysław Krajewski  | 7      | 23   |                                                                       |
| Maciej Gębala         | 4      | 2    |                                                                       |
| Rafał Przybylski      | 6      | 3    |                                                                       |
| Dawid Dawydzik        | 4      | 9    |                                                                       |
| Mateusz Zembrzycki    | 7      | 0    |                                                                       |
| Mikołaj Czapliński    | 1      | 0    |                                                                       |
| Piotr Chrapkowski     | 4      | 1    |                                                                       |
| Jakub Skrzyniarz      | 0      | 0    |                                                                       |

### Portugal
Die Nationalmannschaft von  Portugal, trainiert von Paulo Pereira, hatte folgende Spieler in ihrem Aufgebot:
| Spieler                 | Spiele | Tore | Anmerkungen |
| ----------------------- | ------ | ---- | ----------- |
| Gilberto Duarte         | 3      | 4    |             |
| Victor Iturriza         | 3      | 14   |             |
| Miguel Martins          | 3      | 9    |             |
| Manuel Gaspar           | 3      | 0    |             |
| Ángel Hernández Zulueta | 3      | 0    |             |
| Rui Silva               | 3      | 14   |             |
| Daymaro Salina          | 3      | 9    |             |
| Tiago Rocha             | 3      | 0    |             |
| Daniel Vieira           | 0      | 0    |             |
| Diogo Branquinho        | 3      | 3    |             |
| Alexandre Cavalcanti    | 3      | 2    |             |
| António Areia           | 3      | 14   |             |
| Miguel Alves            | 3      | 2    |             |
| Leonel Fernandes        | 3      | 8    |             |
| Salvador Salvador       | 3      | 2    |             |
| Gustavo Capdeville      | 3      | 0    |             |
| Martim Costa            | 0      | 0    |             |
| Fábio Magalhães         | 3      | 4    |             |

### Russland
Die Nationalmannschaft von  Russland, trainiert von Velimir Petković, hatte folgende Spieler in ihrem Aufgebot:
| Spieler                | Spiele | Tore | Anmerkungen                                                                                  |
| ---------------------- | ------ | ---- | -------------------------------------------------------------------------------------------- |
| Artjom Gruschko        | 6      | 0    |                                                                                              |
| Dmitri Santalow        | 7      | 18   |                                                                                              |
| Walentin Worobjew      | 5      | 1    | Walentin Worobjew war „Player of the Match“ im Spiel gegen die Slowakei.                     |
| Alexander Kotow        | 7      | 8    |                                                                                              |
| Michail Winogradow     | 6      | 8    |                                                                                              |
| Roman Ostaschtschenko  | 6      | 7    |                                                                                              |
| Dmitri Kornew          | 7      | 14   |                                                                                              |
| Jewgeni Dsjomin        | 5      | 0    |                                                                                              |
| Alexander Jermakow     | 7      | 22   |                                                                                              |
| Andrei Wereschtschagin | 2      | 0    |                                                                                              |
| Daniil Schischkarjow   | 5      | 14   |                                                                                              |
| Ilija Demin            | 1      | 0    |                                                                                              |
| Igor Soroka            | 7      | 10   |                                                                                              |
| Radomir Wratschewitsch | 7      | 2    |                                                                                              |
| Pawel Andrejew         | 7      | 18   |                                                                                              |
| Wiktor Kirejew         | 7      | 0    | Wiktor Kirejew war „Player of the Match“ im Spiel gegen Litauen.                             |
| Dmitri Schitnikow      | 7      | 27   | Dmitri Schitnikow war „Player of the Match“ in den Spielen gegen Norwegen und gegen Spanien. |
| Nikita Kamenew         | 7      | 12   |                                                                                              |
| Sergei Kossorotow      | 7      | 33   |                                                                                              |

### Schweden
Die Nationalmannschaft von  Schweden, trainiert von Glenn Solberg, hatte folgende Spieler in ihrem Aufgebot:
| Spieler              | Spiele | Tore | Anmerkungen |
| -------------------- | ------ | ---- | --- |
| Peter Johannesson    | 5      | 0    | Peter Johannesson war „Player of the Match“ im Spiel gegen Bosnien und Herzegowina.                                                                                     |
| Jonathan Carlsbogård | 9      | 17   | |
| Isak Persson         | 2      | 4    | |
| Emil Mellegård       | 8      | 8    | |
| Max Darj             | 5      | 6    | |
| Felix Möller         | 5      | 0    | |
| Niclas Ekberg        | 5      | 12   | |
| Daniel Pettersson    | 4      | 5    | |
| Andreas Palicka      | 8      | 4    | Andreas Palicka war „Player of the Match“ im Finalspiel gegen Spanien.                                                                                                  |
| Hampus Wanne         | 8      | 45   | Mit 45 Treffern war er der viertbeste Torschütze der Europameisterschaft. Er war „Player of the Match“ im Spiel gegen Russland.                                         |
| Fredric Pettersson   | 9      | 10   | |
| Felix Claar          | 7      | 18   | |
| Lucas Pellas         | 2      | 7    | |
| Albin Lagergren      | 9      | 20   | |
| Jim Gottfridsson     | 9      | 36   | Jim Gottfridsson wurde als „wertvollster Spieler des Turniers“ gewählt. Er war „Player of the Match“ in den Spielen gegen Spanien, gegen Norwegen und gegen Frankreich. |
| Linus Persson        | 2      | 1    | |
| Jonathan Edvardsson  | 2      | 0    | |
| Tobias Thulin        | 6      | 0    | Tobias Thulin war „Player of the Match“ im Spiel gegen Polen. |
| Oscar Bergendahl     | 9      | 17   | Oscar Bergendahl wurde in das All-Star-Team der Europameisterschaft gewählt. Er war „Player of the Match“ im Spiel gegen Deutschland.                                   |
| Lukas Sandell        | 7      | 16   | |
| Eric Johansson       | 7      | 8    | |
| Karl Wallinius       | 9      | 4    | |
| Valter Chrintz       | 7      | 14   | |
| Hampus Olsson        | 0      | 0    | |

### Serbien
Die Nationalmannschaft von  Serbien, trainiert von  Antoni Gerona, hatte folgende Spieler in ihrem Aufgebot:
| Spieler             | Spiele | Tore | Anmerkungen                                                    |
| ------------------- | ------ | ---- | -------------------------------------------------------------- |
| Milan Bomaštar      | 3      | 0    |                                                                |
| Vukašin Vorkapić    | 0      | 0    |                                                                |
| Uroš Borzaš         | 3      | 4    |                                                                |
| Stevan Sretenović   | 3      | 3    |                                                                |
| Darko Đukić         | 3      | 7    |                                                                |
| Živan Pešić         | 3      | 0    |                                                                |
| Bogdan Radivojević  | 3      | 17   |                                                                |
| Dragan Pešmalbek    | 3      | 6    |                                                                |
| Vanja Ilić          | 2      | 1    |                                                                |
| Lazar Kukić         | 3      | 15   | Lazar Kukić war „Player of the Match“ im Spiel gegen Russland. |
| Mladen Šotić        | 3      | 5    |                                                                |
| Mijajlo Marsenić    | 3      | 8    |                                                                |
| Petar Nenadić       | 3      | 0    |                                                                |
| Miloš Orbović       | 3      | 4    |                                                                |
| Danilo Radović      | 2      | 0    |                                                                |
| Marko Milosavljević | 3      | 3    |                                                                |
| Milan Milić         | 1      | 0    |                                                                |
| Mihajlo Mitić       | 1      | 0    |                                                                |
| Petar Đorđić        | 1      | 2    |                                                                |
| Vladimir Cupara     | 3      | 0    |                                                                |
| Tibor Ivanišević    | 3      | 1    |                                                                |

### Slowakei
Die Nationalmannschaft von  Slowakei, trainiert von Peter Kukučka, hatte folgende Spieler in ihrem Aufgebot:
| Spieler               | Spiele | Tore | Anmerkungen                                                   |
| --------------------- | ------ | ---- | ------------------------------------------------------------- |
| Teodor Paul           | 3      | 0    |                                                               |
| Oliver Rábek          | 2      | 5    |                                                               |
| Patrik Hruščák        | 3      | 6    |                                                               |
| Marek Korbel          | 0      | 0    |                                                               |
| Šimon Macháč          | 3      | 1    |                                                               |
| Martin Briatka        | 3      | 4    |                                                               |
| Jakub Prokop          | 3      | 16   |                                                               |
| Martin Potisk         | 3      | 5    |                                                               |
| Tomáš Urban           | 3      | 20   | Tomáš Urban war „Player of the Match“ im Spiel gegen Litauen. |
| Ľubomír Ďuriš         | 3      | 1    |                                                               |
| Lukáš Péchy           | 3      | 4    |                                                               |
| Marek Kováčech        | 2      | 0    |                                                               |
| Marek Hniďák          | 3      | 5    |                                                               |
| Tomáš Smetánka        | 2      | 6    |                                                               |
| Dominik Kalafut       | 3      | 4    |                                                               |
| Martin Slaninka       | 3      | 6    |                                                               |
| Marián Žernovič       | 3      | 0    |                                                               |
| Jakub Mikita          | 3      | 0    |                                                               |
| Michal Martin Konečný | 0      | 0    |                                                               |

### Slowenien
Die Nationalmannschaft von  Slowenien, trainiert von Ljubomir Vranjes, hatte folgende Spieler in ihrem Aufgebot:
| Spieler          | Spiele | Tore | Anmerkungen                                                          |
| ---------------- | ------ | ---- | -------------------------------------------------------------------- |
| Jože Baznik      | 3      | 0    | Jože Baznik war „Player of the Match“ im Spiel gegen Nordmazedonien. |
| Staš Skube       | 3      | 7    |                                                                      |
| Blaž Blagotinšek | 3      | 10   |                                                                      |
| Nik Henigman     | 3      | 1    |                                                                      |
| Gašper Marguč    | 3      | 9    |                                                                      |
| Blaž Janc        | 3      | 4    |                                                                      |
| Vid Levc         | 0      | 0    |                                                                      |
| Jure Dolenec     | 2      | 11   |                                                                      |
| Aljaž Panjtar    | 0      | 0    |                                                                      |
| Vid Poteko       | 3      | 2    |                                                                      |
| Nejc Cehte       | 3      | 7    |                                                                      |
| Tilen Kodrin     | 3      | 9    |                                                                      |
| Miha Zarabec     | 3      | 2    |                                                                      |
| Tilen Sokolič    | 3      | 2    |                                                                      |
| Domen Makuc      | 3      | 6    |                                                                      |
| Matic Grošelj    | 1      | 0    |                                                                      |
| Borut Mačkovšek  | 3      | 10   |                                                                      |
| Matic Suholežnik | 3      | 0    |                                                                      |
| Urh Kastelic     | 3      | 2    |                                                                      |

### Spanien
Die Nationalmannschaft von  Spanien, trainiert von Jordi Ribera, hatte folgende Spieler in ihrem Aufgebot:
| Spieler                         | Spiele | Tore | Anmerkungen |
| ------------------------------- | ------ | ---- | --- |
| Gonzalo Pérez de Vargas         | 9      | 1    | |
| Eduardo Gurbindo Martínez       | 9      | 10   | |
| Iñaki Peciña                    | 9      | 0    | |
| Jorge Maqueda Peño              | 9      | 27   | |
| Ángel Fernández Pérez           | 8      | 24   | |
| Daniel Sarmiento Melián         | 4      | 2    | |
| Rodrigo Corrales Rodal          | 8      | 0    | |
| Ferrán Solé Sala                | 7      | 19   | |
| Adrià Figueras Trejo            | 9      | 25   | |
| Joan Cañellas Reixach           | 6      | 19   | |
| Agustín Casado Marcelo          | 9      | 35   | |
| Antonio Jésus García Robledo    | 5      | 9    | Antonio García war „Player of the Match“ im Spiel gegen Deutschland. |
| Aleix Gómez Abelló              | 8      | 41   | Aleix Gómez wurde in das All-Star-Team der Europameisterschaft gewählt und war „Player of the Match“ im Spiel gegen Dänemark. Er wird mit 40 Treffern auf Platz 10 der Torschützenliste bei der Europameisterschaft geführt; die EHF-Mannschaftsstatistik Spaniens verzeichnet für ihn 41 Tore. |
| Aitor Ariño Bengoechea          | 9      | 3    | |
| Gedeón Guardiola Villaplana     | 9      | 5    | |
| Ian Tarrafeta Serrano           | 7      | 12   | |
| Miguel Sánchez-Migallón Naranjo | 9      | 3    | |
| José María Márquez Coloma       | 4      | 10   | |
| Sergey Hernández Ferrer         | 1      | 1    | |
| Kauldi Odriozola                | 5      | 3    | |

### Tschechien
Die Nationalmannschaft von  Tschechien, trainiert von Rastislav Trtík, hatte folgende Spieler in ihrem Aufgebot:
| Spieler            | Spiele | Tore | Anmerkungen                                                                            |
| ------------------ | ------ | ---- | -------------------------------------------------------------------------------------- |
| Tomáš Mrkva        | 3      | 0    | Tomáš Mrkva war „Player of the Match“ in den Spielen gegen Spanien und gegen Schweden. |
| Jakub Hrstka       | 3      | 10   |                                                                                        |
| Roman Bečvář       | 3      | 1    |                                                                                        |
| Miroslav Jurka     | 3      | 1    |                                                                                        |
| Tomáš Piroch       | 3      | 10   |                                                                                        |
| Stanislav Kašpárek | 3      | 8    |                                                                                        |
| Vít Reichl         | 2      | 7    |                                                                                        |
| Tomáš Babák        | 3      | 13   |                                                                                        |
| Tomáš Číp          | 3      | 5    |                                                                                        |
| Leoš Petrovský     | 3      | 5    |                                                                                        |
| Marek Vančo        | 3      | 3    |                                                                                        |
| Matěj Klíma        | 3      | 1    | Matěj Klíma war „Player of the Match“ im Spiel gegen Bosnien-Herzegowina.              |
| Vojtěch Patzel     | 3      | 3    |                                                                                        |
| Dominik Solák      | 3      | 3    |                                                                                        |
| Jan Užek           | 1      | 0    |                                                                                        |
| Lukáš Mořkovský    | 0      | 0    |                                                                                        |
| Dieudonné Mubenzem | 0      | 0    |                                                                                        |
| Karel Šmíd         | 0      | 0    |                                                                                        |
| Šimon Mizera       | 3      | 0    |                                                                                        |
| Václav Franc       | 3      | 0    |                                                                                        |

### Ungarn
Die Nationalmannschaft von  Ungarn, trainiert von István Gulyás, hatte folgende Spieler in ihrem Aufgebot:
| Spieler                 | Spiele | Tore | Anmerkungen                                                      |
| ----------------------- | ------ | ---- | ---------------------------------------------------------------- |
| Adrián Sipos            | 3      | 0    |                                                                  |
| Petar Topic             | 3      | 6    |                                                                  |
| Bendegúz Bóka           | 3      | 6    |                                                                  |
| Patrik Ligetvári        | 3      | 0    |                                                                  |
| Márton Székely          | 3      | 0    |                                                                  |
| Mátyás Győri            | 0      | 0    |                                                                  |
| Roland Mikler           | 3      | 0    |                                                                  |
| Bence Nagy              | 0      | 0    |                                                                  |
| Miklós Rosta            | 3      | 1    |                                                                  |
| Stefan Sunajko          | 0      | 0    |                                                                  |
| Dominik Máthé           | 3      | 17   | Dominik Máthé war „Player of the Match“ im Spiel gegen Portugal. |
| Ádám Borbély            | 0      | 0    |                                                                  |
| Pedro Rodríguez Álvarez | 3      | 9    |                                                                  |
| Bence Bánhidi           | 3      | 9    |                                                                  |
| Bendegúz Bujdosó        | 3      | 0    |                                                                  |
| Zoltán Szita            | 3      | 9    |                                                                  |
| Gábor Ancsin            | 3      | 3    |                                                                  |
| Richárd Bodó            | 3      | 10   |                                                                  |
| Máté Lékai              | 3      | 17   |                                                                  |
| Egon Hanusz             | 3      | 2    |                                                                  |

### Ukraine
Die Nationalmannschaft von  Ukraine, trainiert von Michael Biegler, hatte folgende Spieler in ihrem Aufgebot:
| Spieler             | Spiele | Tore | Anmerkungen |
| ------------------- | ------ | ---- | ----------- |
| Anton Terechow      | 2      | 0    |             |
| Wladyslaw Salewskyj | 3      | 3    |             |
| Jewhen Bujnenko     | 3      | 2    |             |
| Oleksandr Kassaj    | 3      | 5    |             |
| Dmytro Tjutjunnyk   | 3      | 2    |             |
| Oleksandr Tilte     | 3      | 5    |             |
| Eduard Krawtschenko | 2      | 4    |             |
| Wladyslaw Donzow    | 3      | 6    |             |
| Dmytro Horiha       | 3      | 17   |             |
| Daniil Hluschak     | 1      | 0    |             |
| Iwan Bursak         | 3      | 3    |             |
| Maksym Wjunyk       | 1      | 0    |             |
| Illja Blysnjuk      | 3      | 4    |             |
| Ihor Turtschenko    | 3      | 6    |             |
| Taras Minozkyj      | 3      | 0    |             |
| Hennadij Komok      | 3      | 0    |             |
| Dmytro Iltschenko   | 3      | 5    |             |
| Dmytro Artemenko    | 3      | 9    |             |